# Charly Kahr
Karl „Charly“ Kahr (* 8. Juni 1932 in Schladming; † 27. April 2024) war ein österreichischer Skirennläufer und Alpinskitrainer, u. a. von 1976 bis 1985 als Cheftrainer der österreichischen Abfahrer. Gegen Kahr wurden mehrfach Vorwürfe der sexuellen Nötigung, Vergewaltigung und Beihilfe zur Vergewaltigung erhoben.

## Leben und Karriere
Charly Kahr kam als Sohn des Eisenbahners Otto Kahr und seiner Frau Johanna in Schladming, Bundesland Steiermark, auf die Welt. Er begann seine Skikarriere bereits mit zehn Jahren als Rennläufer, gab dies aber 1957 nach einer Reihe von Verletzungen wieder auf und entschloss sich, Trainer zu werden.
Nach einigen erfolgreichen Jahren als Trainer in der Region und auch in Deutschland begann Charly Kahr als Jugendtrainer beim österreichischen Skiverband (ÖSV). 1967 schaffte er den Aufstieg zum Trainer der Damennationalmannschaft. Diese Position hielt er bis 1970, dann verließ er den ÖSV und ging nach England, wo er ebenfalls Trainer der Damennationalmannschaft wurde und mit dieser Erfolge feierte.
1972 holte ihn der neue ÖSV-Rennsportleiter Toni Sailer als Herrenabfahrtstrainer zurück nach Österreich, wo seine Bekanntheit durch die großen Erfolge der Abfahrer stark zunahm, weshalb er wahrscheinlich auch 1976 zum Herren-Cheftrainer befördert wurde. Diese Position hatte er bis zum Ende seiner Trainerkarriere 1985 inne. Diese Erfolge in der Abfahrt brachten ihm auch seinen Spitznamen „Downhill-Charly“ ein.
Kahr lebte in Schladming und betrieb zusammen mit seiner Frau und seiner Tochter einen Skiverleih sowie zwei Gastronomiebetriebe. Am 27. April 2024 verstarb er im Alter von 91 Jahren und hinterließ seine Ehefrau  und zwei Töchter.

## Ehrungen
- 1982 erhielt er das Silberne Ehrenzeichen für Verdienste um die Republik Österreich.
- Kahr ist Ehrenbürger von Schladming.

## Vorwürfe der sexuellen Nötigung und Vergewaltigung
Am 8. Februar 2018 berichtete die Online-Ausgabe der Süddeutschen Zeitung exklusiv über ihr vorliegende eidesstattliche Erklärungen mehrerer Frauen, in denen unter anderem Kahr sexuelle Nötigung und Vergewaltigung vorgeworfen wurde. Er habe in den 1960er Jahren in seiner Funktion als Trainer eine minderjährige, 16-jährige Skiläuferin vergewaltigt. Kahr bestritt die Vorwürfe. Über seinen Rechtsanwalt forderte er die Nennung der Namen der Frauen, um sich wehren zu können.
Auf diese Anschuldigungen hin leitete die Staatsanwaltschaft Leoben im April 2018 ein Ermittlungsverfahren ein. Es wurde im Oktober 2018 eingestellt, „weil die behaupteten Tathandlungen bereits verjährt“ waren.
Kahr verklagte im Februar 2018 die Süddeutsche Zeitung wegen übler Nachrede, Verletzung des höchstpersönlichen Lebensbereichs und Verletzung des Identitätsschutzes. Kahrs Anwalt Manfred Ainedter behauptete, die Zeitung hätte Kahrs Namen nicht nennen dürfen, weil er keine Person des öffentlichen Interesses mehr sei. Eine der Zeuginnen in diesem Verfahren war Nicola Werdenigg. Das Landesgericht Wien vertagte die Klage am 25. Oktober 2018 auf den 24. Jänner 2019. Im Jänner 2019 verlor Kahr einen ähnlichen Prozess gegen ein Ehepaar, dem er üble Nachrede vorgeworfen hatte. Im April 2018 erklärte Kahr, keine der Klagen gerichtlich weiterverfolgen zu wollen.
Der Spiegel veröffentlichte 2018 Vergewaltigungsvorwürfe gegen Toni Sailer, der 1975 eine 14-jährige Jugendliche in ein Hotelzimmer eingesperrt und vergewaltigt haben soll. Kahr soll laut Angaben der Frau hinzugekommen sein, ihr befohlen haben, sich anzuziehen, und ihre Adresse notiert haben.